# هالورمسستاد اسکوگور
هالورمسستاد اسکوگور (به لاتین: Hallormsstaðaskógur) یک منطقهٔ مسکونی و جنگل در ایسلند است که در Fljótsdalshérað واقع شده‌است. هالورمسستاد اسکوگور ۷٬۴ کیلومتر مربع مساحت دارد ۶۵ متر بالاتر از سطح دریا واقع شده‌است.